# 帕尔乔乌赖
帕尔乔乌赖（Pal Chourai），是印度中央邦Chhindwara县的一个城镇。总人口7264（2001年）。

## 人口
该地2001年总人口7264人，其中男性3800人，女性3464人；0—6岁人口739人，其中男380人，女359人；识字率71.85%，其中男性为79.79%，女性为63.14%。